# Тиндуф
Тиндуф (берб. Tinduf и арап. تيندوف) је град на југозападу Алжира у Сахари, административно средиште Провинције Тиндуф. Захвата површину од око 70.000 km² и у њему живи око 45.000 становника. Изграђен је у оази, близу сланог језера Тиндуф. Основало га је племе Таџакант 1852. године, али су га припадници племена Ргибат разорили 1895. године. Обновили су га Французи 1934. године. У близини града је аеродром.